# Fernando Tadeu
Fernando Tadeu de Miranda Borges (Cuiabá, 15 de junho de 1958), filho de Aida de Miranda Borges e João de Campos Borges, é professor universitário, economista, historiador e escritor brasileiro.

## Biografia e carreira
Cursou o ensino fundamental no Grupo Escolar Senador Azeredo. 
Fez o Ginásio Industrial na Escola Técnica Federal de Mato Grosso, com formação em Encadernação. 
Concluiu o  Ensino Médio no Colégio São Gonçalo. Antes da conclusão do Ensino Médio fez dois anos de Curso Técnico em Estradas na Escola Técnica Federal de Mato Grossoe um semestre no Colégio Miguel Couto Bahiense no Bairro do Meier, Rio de Janeiro. 
Em 1980, concluiu o Curso de Ciências Econômicas na Faculdade de Economia da Universidade Federal de Mato Grosso. 
Em 1981, concluiu o Curso de Especialização em Economia Agrária na Faculdade de Economia da Universidade Federal de Mato Grosso. 
É Especialista em Economia Regional e Urbana pela Faculdade de Economia, Administração e Contabilidade da Universidade de São Paulo (1985). 
Mestre em Economia pela Faculdade de Economia, Administração e Contabilidade da Universidade de São Paulo (1991).
Doutor em História Social pela Faculdade de Filosofia, Letras e Ciências Humanas da Universidade de São Paulo (2003)

Funções Ocupadas:
Primeiro representante eleito dos estudantes do Curso de Ciências Econômicas da UFMT no final da segunda década de 1970. Coordenador da Editora Universitária da UFMT (1991-1997). Primeiro Secretário da Associação Brasileira de Editoras Universitárias (1995 a 1997). Diretor da Faculdade de Economia da UFMT (15 de Julho de 2008 - 14 de Julho de 2012). Presidente da Congregação da Faculdade de Economia da UFMT (15 de Julho de 2008 - 14 de Julho de 2012). Membro do Conselho Superior Universitário - CONSUNI (15 de Julho de 2008 - 14 de Julho de 2012). Representou a Universidade Federal de Mato Grosso no Conselho Regional do Instituto Euvaldo Lodi (IEL). Foi Membro do Conselho Curador da Fundação UNISELVA. Primeiro Secretário da Academia Mato-Grossense de Letras (2013-2015). Foi Conselheiro do NIEPE. Pró-Reitor de Cultura, Extensão e Vivência da UFMT (outubro de 2016 a março de 2020). Professor Titular da Faculdade de Economia da UFMT (Portaria n. 821/SGP/2014). Foi docente do Mestrado em Economia da Faculdade de Economia da Universidade Federal de Mato Grosso. Foi vice-presidente do CORECON-MT durante 5 anos.  

Livros Publicados:
1 Prosas com governadores de Mato Grosso. Cuiabá: Carlini e Caniato. 2007.
Este livro foi lançado na Assembleia Legislativa do Estado de Mato Grosso com a presença de grande parte dos governadores entrevistados.
O livro revela governantes de carne e osso, em uma estrutura sócio-econômica com profundas heranças do período colonial, e aborda os seguintes temas: o processo de modernização instalado; a divisão do Estado de Mato Grosso depois de trinta anos; o desenvolvimento que nunca chega; a permanência da tradição; a situação do caráter nacional diante da internacionalização; a queda do muro de Berlim; os sonhos socialistas em meio aos pesadelos;  as cidades e a cultura; a criação da Universidade Federal de Mato Grosso e da Universidade Federal de Mato Grosso do Sul (quando estadual); os sem terra; o hábito alimentar; o medo; a morte; o desemprego; a demolição da Catedral Metropolitana de Cuiabá; os planos de governo; a mudança do nome de Estado de Mato Grosso para Estado do Pantanal; as disputas; as alianças; estatização versus privatização; a crença e a família como esteios dos valores e do modo de fazer política etc. A ideia de socializar as prosas com os governadores de Mato Grosso de 1966 a 2006, em que se reuni diversos governantes do período, surgiu da vontade de que tanto as gerações do presente quanto do futuro possam vislumbrar da possibilidade de conhecer um pouco mais de perto, nas teias das sombras do mental, aqueles que compuseram o poder político regional.

2 Esperando o Trem - Sonhos e Esperanças de Cuiabá. São Paulo: Scortecci, 2005.
Este livro recebeu da União Brasileira de Escritores do Rio de Janeiro o Prêmio Antônio Vieira dos Santos, em 2006, entregue no Auditório da Academia Brasileira de Letras, e a Escola de Samba Estação Primeira de Mangueira, no carnaval de 2013, com o enredo “Cuiabá: um Paraíso no Centro da América”, inspirada e fascinada pela maravilhosa história da espera de um trem que nunca chegou, decidiu trazer o trem, da Mangueira até Cuiabá, no Sambódromo da Avenida Marquês de Sapucaí.
O livro reconstitui a visão de mundo de alguns dos “parentes” letrados do trem que sonham e sonharam com sua instalação na capital mato-grossense, do início do século XXI ao começo da segunda metade do século XIX, na tentativa da conquista ampliada do progresso e da modernização. Traz para a análise o movimento desse grupo letrado, traça o perfil de seu imaginário e tem como foco o chamado tempo do mundo. Identifica a “mãe, o pai e o padrinho” da estrada de ferro esperada, descreve as lutas empreendidas na busca por uma explicação, diante das tantas personalidades públicas envolvidas, para os motivos de sua não viabilização, e desenvolve a leitura do presente para o passado.  Apresenta os vários projetos propostos para a construção da estrada de ferro tão sonhada por Cuiabá, ressaltando as concessões e as caducidades. Aponta as transformações advindas da não implementação desses projetos, e a renovação contínua da esperança na modernização como roteiro do espetáculo. Mostra que a ideia da locomotiva na miragem do progresso e da modernização permaneceu inalterada em Cuiabá ao longo de todos esses anos enquanto crença, desejo e fantasia, mesmo diante de situações adversas vividas por outras cidades brasileiras que conseguiram ter a estrada de ferro.
3 Economia Brasileira: Posições Extremas. Cuiabá: Genus, 1991.
4 Do Extrativismo À Pecuária: algumas observações sobre a História Econômica de Mato Grosso – 1870 A 1930. 4ª. Edição. São Paulo: Scortecci, 2010. O lançamento da 1ª. Edição deste livro foi realizado na Academia Mato-Grossense de Letras, em 1991, na Presidência do Professor e Escritor cuiabano Lenine de Campos Póvoas.
O livro reconstitui os principais aspectos do desenvolvimento da economia Mato–Grossense nesse período, busca o entendimento dos fatores que condicionaram o desenvolvimento da sua economia e delineia os seus principais elementos constitutivos. No período em foco (1870 a 1930), a economia de Mato Grosso sugere ter uma semelhança com outras economias brasileiras: suas principais produções voltavam–se à exportação. Contudo, tanto as características dessas outras economias, foram distintas, quanto os seus desenvolvimentos mostraram diferenças marcantes. Por entender que esquemas genéricos não podem dar conta do que se passa nessas diferentes economias brasileiras, o autor justifica com maestria o estudo particular da economia de Mato Grosso.

Coletâneas:
1º. BORGES, Fernando Tadeu de Miranda; MENDES, Carlos Magno; TREDEZINI, Cícero Antônio de Oliveira; FAGUNDES, Mayra Batista Bittencourt. Introdução à Economia. 3ª. ed. Santa Catarina: EDUFSC, 2015. v. 1000. 187p .
2º. BORGES, Fernando Tadeu de Miranda; CHADAREVIAN, Pedro C. Economia Brasileira. 3ª Edição Revisada e Ampliada. Florianópolis: UFSC, 2014. v. 1000. 142p.
3º. BORGES, Fernando Tadeu de Miranda (Org.). Tempos idos. Tempos vividos. Crônicas do Cel. Octayde Jorge da Silva. 1ª. ed. Cuiabá: Entrelinhas, 2013. v. 1000.
4º. BORGES, Fernando Tadeu de Miranda; PERARO, M. A.; DUARTE, Maria Carolina de Almeida. Notas sobre médicos do passado mato-grossense. 1ª. ed. São Paulo: Scortecci, 2012. 120p.
5º. BORGES, Fernando Tadeu de Miranda; PERARO, M. A. Brasil e Paraguai: uma releitura da Guerra. 1ª. ed. Cuiabá: EdUFMT e Entrelinhas, 2012. v. 1º. 464p.
6º. BORGES, Fernando Tadeu de Miranda; BALIEIRO, Almir; ALMEIDA, Angela Maria Teixeira; COSTA, Célia Regina Arrais da; ANUNCIAÇÃO, Jacira Aparecida da; FERNANDES, Maria Antonieta; VILANOVA, Silvia Regina Fernandes. Pesquisa e Políticas Públicas no Estado de Mato Grosso. 1ª. ed. São Paulo: Scortecci, 2011. v. 1000. 198p.
7º.BORGES, Fernando Tadeu de Miranda; MENDES, Carlos Magno. Microeconomia e Macroeconomia. 1ª. ed. Cuiabá: Editora Universitária da UFMT, 2009. v. 260. 88p.
8º. BORGES, Fernando Tadeu de Miranda; PERARO, M. A.; COSTA, V. G. S. Trajetórias de Vidas na História. 1ª. ed. Cuiabá: Carlini e Caniato Editorial - EdUFMT, 2008. v. 1º. 672p .
9º. BORGES, Fernando Tadeu de Miranda. Economia (Introdução). 1ª. ed. Cuiabá: UFMT, 2008. v. 1. 80 p 
10º. BORGES, Fernando Tadeu de Miranda; PERARO, M. A. Sonhos e Pesadelos na História. 1. ed. Cuiabá: EdUFMT e Carlini e Caniato Editorial, 2006. v. 1000. 352p.
11º. BORGES, Fernando Tadeu de Miranda; PERARO, M. A. Mulheres e Famílias no Brasil. 1ª. ed. Cuiabá: Carlini e Caniato Editorial, 2005. v. 1000. 366p.
DVDs:
Prosas com Reitores e Reitoras da UFMT (1970-2010), publicadas em DVDs e entrevistas realizadas com os cinco Presidentes da Academia de Medicina de Mato Grosso, publicadas no número Especial da Revista da Academia de Medicina de Mato Grosso. 
Na UFMT ocupou os seguintes cargos: Coordenador da Editora Universitária (EdUFMT), Diretor da FE/UFMT e Pró-Reitor de Cultura, Extensão e Vivência. 
É membro da Associação Brasileira de Pesquisadores em História Econômica (ABPHE), membro da Sociedade de Amigos de Rondon, membro do Instituto Histórico e Geográfico de Mato Grosso (IHGMT), membro da Academia Mato-Grossense de Letras (AML) membro do Conselho Regional de Economia de Mato Grosso (CORECON/MT), Sócio Benemérito da Academia de Medicina de Mato Grosso. A cadeira número 33 da Academia Mato-Grossense de Letras foi ocupada por Dr. Lenine de Campos Póvoas.
Entrevistou os Reitores da Universidade Federal de Mato Grosso: Gabriel Novis Neves (Reitor-Fundador da UFMT), Benedito Pedro Dorileo, Eduardo de Lamonica Freire, Helmut Forte Daltro, Augusto Frederico Müller Junior, Luzia Guimarães, Fernando Nogueira de Lima, Attílio Ourives, Paulo Speller e Maria Lúcia Cavalli Neder. DVD “Prosas com Reitores e Reitoras da UFMT (1970-2010)”, em comemoração ao aniversário de 40 anos da UFMT.
Artigos publicados em coletâneas, revistas e livros e participou com Maria Adenir Peraro, Otávio Canavarros e Vitale Joanoni Neto da escrita de um dos capítulos do livro, “Notas sobre a produção historiográfica acadêmica de Mato Grosso”, em Comemoração aos Cinquenta Anos da Associação Nacional de História (ANPUH), organizado por Raquel Glezer, publicado, em 2011, pela Editora Contexto.
Apresentou o “Brasil em Números do IBGE”. Uma breve História do Brasil. Os saberes Indígenas nas Cartografias Culturais Brasileiras. Rio de Janeiro: IBGE, volume 24, 2016.
Organizou o livro de crônicas de autoria do seu Patrono no Instituto Histórico e Geográfico de Mato Grosso “Tempos Idos. Tempos Vividos. Crônicas do Coronel Octayde Jorge da Silva”. 
Prefaciou o livro “Relíquias de Família. Notas Autobiográficas de Maria Adelina de Amorim”, organizado por Maria Auxiliadora de Amorim Batista, editado pela Paruna Editorial, em 2020. Foi também consultor na publicação do livro.
Homenagens recebidas por trabalhos prestados ao Estado de Mato Grosso e a Cuiabá:
- Medalha Caio Prado Junior em Prol da Editoração Cultural (UBE/RJ/1994),
- Medalha dos 25 anos da UFMT, conferida pela Reitoria, pelos trabalhos realizados na EdUFMT,
- Diploma de Mérito Cultural (UBE/RJ/1995),
- Medalha Manoel Cavalcanti Proença (UBE/RJ/1997),
- Medalha Cândido Mariano da Silva Rondon pelo trabalho desenvolvido em prol da UFMT (UBE/RJ/1997),
- Medalha Peregrino Junior (UBE/RJ/2000),
- Moção de Aplauso da Assembleia Legislativa do Estado de Mato Grosso (2001), Mérito Cultural (COFECON/CORECON/2005),
- Prêmio Antônio Vieira dos Santos pelo livro “Esperando Trem” (UBE/RJ/2006),
- Medalha Couto de Magalhães (UBE/RJ/2008),
- Moção de Louvor pela Assembleia Legislativa do Estado de Mato Grosso (2008),
- Comenda Memória do Legislativo conferida pela Assembleia Legislativa do Estado de Mato Grosso (2008) pelo lançamento do livro “Prosas com Governadores de Mato Grosso (1966-2006)”,
- Moção de Aplauso conferida pela Câmara Municipal de Cuiabá (2008),
- Reconhecimento Público como ex-aluno do Colégio São Gonçalo conferido pela Assembleia Legislativa do Estado de Mato Grosso (2009),
- Moção de Agradecimento na Celebração dos 40 anos da UFMT (2010),
- Medalha de Gratidão e Reconhecimento conferida pelo Curso de Ciências Contábeis da UFMT, na comemoração dos 40 anos do Curso (2011),
- Certificado de Honra ao Mérito conferido pela EdUFMT pelos trabalhos realizados em prol da Editora Universitária da UFMT (2011),
- Moção de Congratulação da Assembleia Legislativa do Estado de Mato Grosso (2012) pelo livro “notas sobre médicos do passado mato-grossense”, que foi escrito com duas outras autoras, e teve a edição da Scortecci,
- Moção de Aplauso da Câmara Municipal de Cuiabá por apoiar os trabalhos do CORAL/UFMT (2019),
- Moção de Aplausos pelos serviços prestados como Economista ao Estado de Mato Grosso (2019),
- Comenda do Corecon Mato Grosso pela participação no desenvolvimento de Mato Grosso (2019),
- MOÇÃO DE AGRADECIMENTO do Colegiado de Curso de Pós-Graduação em Economia da UFMT, Programa de Pós-Graduação em Economia da UFMT - Ofício n 19/2024/FE/25 de julho de 2024,
- Moção de Aplausos, Assembleia Legislativa de Mato Grosso. 2020,
- Diploma de Mérito, Academia Mato-Grossense de Letras. 2021,
- Medalha do Centenário da Academia Mato-Grossense de Letras, Academia Mato-Grossense de Letras. 2021,
- Título de Sócio Benemérito da Academia de Medicina de Mato Grosso, Academia da Medicina de Mato Grosso. 2022,
- COMENDA 50 ANOS CORECON/MT, CORECON/MT. 2024.

Participação em Sociedades:
- Membro Efetivo da Associação Brasileira de Pesquisadores em História Econômica (ABPHE),
- Membro Efetivo da Sociedade de Amigos de Rondon,
- Membro Efetivo da Academia Mato-Grossense de Letras (AML – Cadeira 33),
- Membro do Colegiado Pleno da Faculdade de Economia da UFMT,
- Membro do Conselho Editorial da Revista Eletrônica Documento Monumento,
- Membro do Conselho Regional de Economia de Mato Grosso,
- Sócio Benemérito da Academia de Medicina de Mato Grosso,
- Membro do Conselho Fiscal do SEBRAE/MT,
- Membro do Compliance do SEBRAE/MT.

Foi o autor da indicação ao Conselho Superior Universitário da Universidade Federal de Mato Grosso (CONSUNI/UFMT) do nome do Governador Pedro Pedrossian para o título de Doutor Honoris Causa da UFMT pelos relevantes serviços prestados à Educação Superior no Estado de Mato Grosso e coautor da indicação ao Conselho Superior Universitário da Universidade Federal de Mato Grosso (CONSUNI/UFMT) do nome da Senhora Domingas Leonor da Silva, do Grupo Flor Ribeirinha, para o título de Doutor Honoris Causa da UFMT pelos relevantes trabalhos realizados em prol da Cultura Popular Mato-Grossense.

Entrevistas (algumas):
- “Sob o Olhar de Quem Produz Cultura”. Entrevista concedida ao jornalista Luiz Fernando Vieira, do Jornal A Gazeta, que foi publicada no Caderno Especial Gazeta, em 28 de maio de 2019, p. 8.
- “UFMT Celebra 46 anos com Arte e Cultura”. Entrevista concedida ao jornalista Luiz Fernando Vieira, do Jornal A Gazeta, que foi publicada no Caderno Vida, em 11 de dezembro de 2016.
- “Não quero a cultura como adereço, diz Pró-Reitor da UFMT. Fernando Tadeu quer, além de outras propostas, ampliar o diálogo cultural entre o Brasil e a América do Sul”. Entrevista concedida ao jornalista Luiz Fernando Vieira, do Jornal A Gazeta, que foi publicada no Caderno Vida, em 23/10/2016, p. 1E.
- TV Centro América - Os relógios e os sinos da Catedral serão reformados. 2014. (Programa de rádio ou TV/Entrevista).
- Entrevista - Carnaval - Um Trem de Sonhos na Sapucaí - Livro do Prof. Dr. Fernando Tadeu inspirou samba-enredo da Mangueira (Jornalista Luiz Fernando Vieira). Jornal A Gazeta, Cuiabá, p. 1E, 27 jan. 2013.
- Isso é Notícia - Fernando Tadeu é nomeado membro da Academia Mato-Grossense de Letras. 2013. (Programa de rádio ou TV/Entrevista).
- TV Centro América - Relógios nas torres da Igreja Matriz de Cuiabá necessitam de reforma. 2013. (Programa de rádio ou TV/Entrevista)
- ‘É APRENDENDO QUE NÃO SE ERRA.' Entrevista concedida por Fernando Tadeu de Miranda Borges a Luiz Fernando Vieira. Jornal A Gazeta, Cuiabá, 11 out. 2013.
- Cuiabá nas Crônicas do Coronel Octayde Jorge da Silva. Jornal Diário de Cuiabá, Cuiabá, 04 out. 2013.
- Mangueira traz Cuiabá para o Sambódromo neste Carnaval - Verde e Rosa conta a história a partir de uma viagem de trem. Jornal do Brasil on line (Jornalista Pedro Rocha), Rio de Janeiro, 7 fev. 2013.
- 'Cuiabá: um paraíso no Centro da América'. Ensaio Geral - Informativo Oficial da Liga Independente de Escolas de Samba do Rio de Janeiro (LIESA), Rio de Janeiro, p. 16 - 17, 01 fev. 2013.
- Entrevista - Carnaval - Um Trem de Sonhos na Sapucaí - Livro do Prof. Dr. Fernando Tadeu inspirou samba-enredo da Mangueira (Jornalista Luiz Fernando Vieira). Jornal A Gazeta, Cuiabá, p. 1E, 27 jan. 2013.
- Alta Temporada (Sebrae Notícias). Agência Sebrae de Notícias, Cuiabá, p. 1 - 1, 01 dez. 2009.
- Fragelli e Pedrossian são notícias em livro (Anastácio Notícias). Anastácio Notícias - O Portal de Notícias de Anastácio, Anastácio - Mato Grosso do Sul, p. 1 - 1, 16 nov. 2009.
- Livro lançado em Aquidauana destaca Fragelli e Pedrossian (Site da Prefeitura Municipal de Aquidauana). Site da Prefeitura Municipal de Aquidauana, Aquidauana/Mato Grosso do Sul, p. 1 - 1, 14 nov. 2009.
- Trajetórias - Depois do livro, veio o colóquio com os autores - Jornal Diário de Cuiabá. Cuiabá, p. E1 - E1, 22 out. 2009.
- Encontro sobre coletânea, na AL, estimula integração entre literatos (Jus Brasil Notícias). Jus Brasil Notícias, Cuiabá, p. 1 - 1, 21 out. 2009.
- Trajetórias de Vidas na História – “Encontro sobre coletânea, na AL, estimula integração entre literatos - colóquio foi realizado entre professores, pesquisadores, escritores, historiadores, cientistas sociais e amantes da literatura”. Site da Assembléia Legislativa do Estado de Mato Grosso, Cuiabá, p. 1 - 1, 20 out. 2009.
- Registros de quem faz a história - Jornal Folha do Estado. Cuiabá, p. 1 - 1, 26 set. 2009.
- Prata da Casa - Hora de Conhecer Trajetórias de Vidas na História - Jornal A Gazeta. Reportagem de Luiz Fernando Vieira, Cuiabá, p. 7E - 7E, 22 set. 2009.
- Trajetórias de Vidas - Jornal Diário de Cuiabá. Cuiabá, p. E1 - E1, 18 set. 2009.
- Historiador revela bastidores da política de Mato Grosso (reportagem de Simone Alves, do Jornal Circuito Mato Grosso). Circuito Mato Grosso, Cuiabá, p. B3 - B3, 15 ago. 2008.
- Escritor reúne e divulga conversas com governadores (reportagem do Jornalista Luiz Fernando Vieira, de A Gazeta). Cuiabá, p. 1E - 1E, 11 ago. 2008.
- Quatro décadas do Executivo vistas pelos olhos dos governadores (entrevista realizada pelo Jornalista Rodivaldo Ribeiro, do Jornal Folha do Estado. Cuiabá, p. 1A - 1A, 11 ago. 2008.
- Livro “Prosas com governadores de Mato Grosso” será lançado nesta segunda. TV Centro América - Filiada da Rede Globo de Televisão, Cuiabá, p. 1 - 1, 10 ago. 2008.
- 40 anos de História (Circuito Fechado). Folha do Estado, Cuiabá, p. 3 - 3, 08 ago. 2008.
- O limite entre o sonho e o pesadelo (da redação). Jornal Folha do Estado, Cuiabá, p. 1A, 14 maio 2007.
- Livro 'mergulha' nos sonhos e pesadelos (matéria do jornalista Luiz Fernando Vieira, do Jornal A Gazeta). Jornal A Gazeta (Vida), Cuiabá, p. 2F, 13 maio 2007.
- Sonhos Possíveis e Pesadelos Históricos (reportagem de Adriana Nascimento do Jornal Diário de Cuiabá). Jornal Diário de Cuiabá (Ilustrado), Cuiabá, 13 maio 2007.
- Entrevista: Mulher sem fronteiras (Adriana Nascimento - Jornalista). Diário de Cuiabá, Cuiabá, 04 mar. 2007.
- Zulmira Canavarros - Mulher sem Fronteiras (reportagem de Adriana Nascimento do Jornal Diário de Cuiabá). Jornal Diário de Cuiabá (Ilustrado), Cuiabá, p. E1, 04 mar. 2007.
- “Família do Trem e Terra da Soja”. Site do COFECON, Brasília - DF, 23 nov. 2006.
- “O Rio de todos os Brasis de Carlos Lessa”. Site do COFECON, Brasília - DF, 09 nov. 2006.
- “Ninguém ensina o que não sabe”. Site do COFECON, Brasília - DF, 19 out. 2006.
- “A Importância da Monografia na Formação do Economista”. Site do COFECON, Brasília - DF, 28 set. 2006.
- “Lugar e não-lugar na economia: inquietações compartilhadas”. Site do COFECON, Brasília - DF, p. 1 - 4, 14 set. 2006.
- “O Brasil “trem” jeito. COFECON, Brasília-DF, 31 ago. 2006.
- “Prêmio Brasil de Economia: notas e algumas outras questões”. Site do COFECON, Brasília-DF, 17 ago. 2006.
- Entrevista: “Mato Grosso em prosa e poesia”. Circuito Mato Grosso, Cuiabá, 21 jul. 2006.
- Mulheres na História - Notícia (Lidiane Kober - Jornalista). Correio do Estado, Campo Grande - MS, 06 jun. 2006.
- Livro enfoca histórias de MT uno - Notícia. Folha do Povo, Campo Grande - MS, 06 jun. 2006.
- Entrevista: “Mulheres são destaque em livro”. Diário de Cuiabá, Cuiabá, 11 abr. 2006.
- Entrevista: “A vida familiar no Brasil do século 18 até os dias de hoje”. Luiz Fernando Vieira (Jornalista). Jornal A Gazeta, Cuiabá, 11 abr. 2006.
- Entrevista: “Livro reúne artigos sobre mulheres”. Folha do Estado, Cuiabá, 10 abr. 2006.
- Entrevista: Júlia Lopes renasce por meio de seu rico acervo (Roseli Riechelmann - Jornalista). A Gazeta, Cuiabá, 19 mar. 2006.
- Entrevista: Mais obras para o acervo literário de MT (Adriana Nascimento - Jornalista). Diário de Cuiabá, Cuiabá, 19 mar. 2006.
- Entrevista: Cuiabá recebe acervo literário (Lidiane Barros - Jornalista). Folha do Estado, Cuiabá, 19 mar. 2006.
- Ex-Governadores são homenageados. Parlamento, Cuiabá, p. 08 - 08, 11 nov. 2004.
- Resenha do livro Trajetórias de Vidas na História feita pelo Centro de Estudios La Mujer en la Historia de América Latina, CEMHAL. Cuiabá: Carlini Caniato e EdUFMT, 2009 (Resenha do livro Trajetórias de Vidas na História).
- “Minhas Amiguinhas”: o cultivo da esperança na escrita da mato-grossense Maria Dimpina. Lima: CEMHAL, 2008 (Publicação de Artigo na "Revista História de Las Mujeres").
- “Mulheres e Famílias no Brasil”. Lima: Revista História de Las Mujeres, 2008 (Resenha do livro "Mulheres e famílias no Brasil").
- Libros reseñados 2002 – “Esperando o Trem: Sonhos e Esperanças de Cuiabá”. Lima: Revista História de Las Mujeres, 2008 (Resenha do Livro "Esperando o Trem: Sonhos e Esperanças de Cuiabá").
- “Ser Professor”, de Eugênia Coelho Paredes, Dionéia da Silva Trindade, Rosely Ribeiro Lima e Simone Sanches Vicente. Cuiabá: EdUFMT-FAPEMAT, 2007 (Opinião).
- XV Seminário de Iniciação Científica. Cuiabá: KCM Editora e Distribuidora, 2007 (Comitê Local de Acompanhamento e Seleção).
- Revista Territórios e Fronteiras V.07, N. 01, Jan/Jun 2006. Cuiabá: EdUFMT, 2006 (Apresentação).
- XIV Seminário de Iniciação Científica. Cuiabá: UFMT, 2006 (Comitê Local de Acompanhamento e Seleção).
- XIII Encontro de Iniciação Científica - PROPEQ/UFMT. Cuiabá: UFMT, 2005 (Comitê Local de Acompanhamento e Seleção).
- Revista Territórios e Fronteiras vol. 6, n. 1, jan/jun, 2005. Cuiabá: EdUFMT, 2005 (Apresentação).
- Revista Territórios e Fronteiras v.6 , N. 2, Jul/Dez. 2005. Cuiabá: EdUFMT, 2005 (Apresentação).
- Guia de Gastronomia da Baixada Cuiabana - O Peixe Nosso de Cada Dia, de Enio de Oliveira. Cuiabá: Gráfica Laser, 2004 (Consultor Editorial do Guia de Enio de Oliveira).
- Imagem de Mulher - Entre Contos e Versos, de Inês Oliveira Martins. Cuiabá: S/Editora, 2002 (Apresentação).
- Guia de Gastronomia de Mato Grosso - Vila Bela - Fartura na Mesa e na História, de Enio de Oliveira. Cuiabá, 2002. (Prefácio).
- Leões e Raposas na Política de Mato Grosso, de Maria Manuela Renha de Novis Neves. Rio de Janeiro: Editora Mariela, 2001 (Orelha).
- Relatos Políticos (entrevistas: memória divisionista - MT), de Maria Manuela Renha de Novis Neves. Rio de Janeiro: Editora Mariela, 2001 (Opinião).
- Eu sou MM, de José Vilela, 1998. (Prefácio).
- História e Estórias do Fisco Mato-Grossense, de José Aquino Batista Corrêa. Cuiabá - Mato Grosso: Genus, 1996 (Orelha).
- Orelha do livro, O Canto de Céu Aberto e de Mata Fechada, de Marta Catunda. Cuiabá: EdUFMT, 1994.
- Apresentação do livro, FLAMP 93 - Devaneios Poéticos. Cuiabá: EdUFMT - Editora Universitária da UFMT, 1994 (Apresentação).
- Entrevista com Comadre Pitú II. 2007.
- Entrevista no Programa “Verdade” com o Jornalista Carrara. 2007.
- “Esperando o Trem”, retrato de um sentimento. 2004 (Entrevista concedida por Fernando Tadeu de Miranda Borges ao Jornal Diário de Cuiabá).
- Livro revê nossa história econômica. 2001 (Entrevista concedida por Fernando Tadeu de Miranda Borges ao Jornal Folha do Estado).
- A história de Mato Grosso revisitada. 2001 (Entrevista concedida por Fernando Tadeu de Miranda Borges à Jornalista Míriam Botelho).
- Contagem Regressiva - Plena Liberdade. 1999 (Entrevista concedida por Fernando Tadeu de Miranda Borges à Jornalista Valéria Cristina).
- Ferrovia - Tese Defendida - Professor quer dissecar questionamentos. 1999 (Entrevista concedida por Fernando Tadeu de Miranda Borges à Jornalista Valéria Cristina).
- Investimentos e Bons Resultados. 1996 (Entrevista concedida por Fernando Tadeu de Miranda Borges à Jornalista Najla Passos).
- Editoração - Universidades se reúnem em Cuiabá. 1996 (Entrevista concedida por Fernando Tadeu de Miranda Borges à Jornalista Maria Barbant).
- O Papel da EdUFMT e o Mercado. 1996 (Entrevista concedida por Fernando Tadeu de Miranda Borges à Jornalista Miriam Botelho).
- EdUSP e EdUFMT: duas experiências distintas. 1996 (Entrevista concedida por Fernando Tadeu de Miranda Borges ao jornalista Marinaldo Luis Custódio).
- Um livro por mês no mercado. 1996 (Entrevista concedida por Fernando Tadeu de Miranda Borges ao jornalista Marinaldo Luiz Custódio).
- UFMT vai sediar Reunião de Editoras Universitárias. 1996 (Entrevista concedida por Fernando Tadeu de Miranda Borges à Jornalista Najla Passos).
- Editoras universitárias se encontram em maio. 1996 (Entrevista concedida por Fernando Tadeu de Miranda Borges à Jornalista Maria Barbant).
- Editora bate recorde de publicações. 1996 (Entrevista concedida por Fernando Tadeu de Miranda Borges à Jornalista Elaine Perassoli).
- Direitos autorais serão discutidos por editores. 1996 (Entrevista concedida por Fernando Tadeu de Miranda Borges à Jornalista Maria Barbant).
- Editoras Universitárias promovem debate. 1996 (Entrevista concedida por Fernando Tadeu de Miranda Borges ao Jornal Correio Varzeagrandense).
- Editora Universitária encerra gestão com 90 títulos publicados. 1996 (Entrevista concedida por Fernando Tadeu de Miranda Borges ao Jornal Correio Varzeagrandense).
- Reunião das editoras universitárias. 1996 (Entrevista concedida por Fernando Tadeu de Miranda Borges ao Jornal Correio Varzeagrandense).
- Livros Matogrossenses Surpreendem na Bienal. 1995 (Entrevista concedida por Fernando Tadeu de Miranda Borges à Jornalista Keka Werneck).
- Editora da UFMT aumenta acervo. 1995 (Entrevista concedida por Fernando Tadeu de Miranda Borges ao Jornalista Luiz Fernando).
- EdUFMT será incrementada. 1995 (Entrevista concedida por Fernando Tadeu de Miranda Borges ao Jornalista João Bosquo).
- Editora da UFMT divulgará trabalhos na Bienal do Livro. 1995 (Entrevista concedida por Fernando Tadeu de Miranda Borges ao Jornal O Estado de Mato Grosso).
- Editora da UFMT divulgará trabalhos na Bienal do Livro. 1995 (Entrevista concedida por Fernando Tadeu de Miranda Borges ao Jornal O Estado de Mato Grosso).
- Fernando ressucita a EdUFMT. 1995 (Entrevista concedida por Fernando Tadeu de Miranda Borges ao Jornal Correio Varzeagrandense).
- O homem que editou a UFMT em Mato Grosso e no Brasil. 1995 (Entrevista concedida por Fernando Tadeu de Miranda Borges ao Jornal Correio Varzeagrandense).
- Mato Grosso é Destaque em Frankfurt. 1994 (Entrevista concedida por Fernando Tadeu de Miranda Borges à Jornalista Maria Barbant).
- Editora Universitária inicia uma nova fase. 1994 (Entrevista concedida por Fernando Tadeu de Miranda Borges à Jornalista Maria Barbant).
- A História Econômica de Mato Grosso em livro. 1991 (Entrevista concedida por Fernando Tadeu de Miranda Borges ao Jornal A Gazeta).
- Professor lança obra sobre a Economia de Mato Grosso. 1991 (Entrevista concedida ao Jornal Diário de Cuiabá).
- Economista lança livro sobre a produção de Mato Grosso. 1991 (Entrevista concedida ao Jornal O Estado de Mato Grosso). Entrevista marco!

Artigo e livro recente no prelo
BORGES, Fernando Tadeu de Miranda. Santa Casa de Misericórdia de Cuiabá nos 275 anos de Mato Grosso. In: Revista do IHGMT. Cuiabá, 2023.
BORGES, Fernando Tadeu de Miranda. Concerto UFMT. Faculdade de Economia. Livro no prelo. 
Outras informações
Rei da Festa Senhor de Bom Jesus de Cuiabá, em 2015.
Leciona na Faculdade de Economia (desde agosto de 1981), e no Mestrado e Doutorado em História da Universidade Federal de Mato Grosso. 
Orienta Monografias de Graduação na Economia, Dissertações de Mestrado e Teses de Doutorado e Pós-Doutorado na História. É Membro do Conselho Regional de Economia de Mato Grosso (CORECON/MT).
Professor Titular da Universidade Federal de Mato Grosso (UFMT).

Entrevista realizada:
https://academiamtdeletras.com.br/images/conteudo-dos-academicos/fernando_tadeu/entrevista-fernando-tadeu-revista-outras-fronteiras.pdf